# Chaetocnema punctifrons
Chaetocnema punctifrons is een keversoort uit de familie bladkevers (Chrysomelidae). De wetenschappelijke naam van de soort werd in 1907 gepubliceerd door Abeille.